# Elena Sordelli
Elena Sordelli (Sesto San Giovanni, 13 aprile 1976) è una velocista italiana.
Ha vinto 10 titoli (di cui 2 individuali sui 100 m) ai campionati italiani assoluti tra indoor ed outdoor e 21 medaglie complessive.

Ha inoltre vinto 7 medaglie in competizioni internazionali.
Detiene 2 record italiani, entrambi di staffetta 4x100 m club con la Snam di San Donato: seniores realizzato con Monica Giolli, Manuela Grillo e Manuela Levorato e juniores stabilito insieme a Manuela Grillo, Ancilla Zucchinalli e Jennifer Isacco.

## Biografia

### 1995-1996: l'esordio agli assoluti, le prime medaglie agli italiani giovanili e l'argento agli Europei juniores
È stata allenata dal marito e tecnico Massimo Vanzillotta scomparso nell'aprile del 2012; si erano conosciuti sul campo nel 1989 (lei tredicenne e lui ventinovenne), sposati nel 2006. Vanzillotta l'ha allenata prima alla Snam e poi alla Geas Atletica Sesto San Giovanni. 
Esordisce da juniores agli assoluti indoor nel 1995 a Genova sui 60 m terminando al settimo posto (quinta agli italiani juniores indoor sulla stessa distanza). All'aperto invece vince bronzo ed oro ai nazionali juniores su 100 e 4x100 m, mentre agli assoluti esce in batteria sui 100 m.
Vince la medaglia d'argento con la 4x100 m a Nyíregyháza in Ungheria in occasione degli Europei juniores.
Sesto posto agli assoluti indoor 1996 e, sulla stessa distanza al coperto, titolo italiano promesse. Quarta ai nazionali promesse nei 100 m ed assente agli assoluti.

### 1997: i Mondiali indoor e il doppio bronzo Europei under 23-Giochi del Mediterraneo
1997, nei 60 m indoor ai campionati italiani finisce quinta agli assoluti (oro con la staffetta 4x200 m) e vince il titolo promesse. All'aperto è stata assente agli italiani promesse, mentre agli assoluti è uscita in semifinale sui 100 m.
Ha partecipato ai Mondiali sia indoor (in Francia a Parigi) che outdoor (in Grecia ad Atene) uscendo in entrambi in batteria, sui 60 m al coperto e con la staffetta 4x100 m all'aperto.

Nella Coppa Europa in Germania a Monaco di Baviera era presente, ma non ha gareggiato con la staffetta 4x100 m che ha chiuso al sesto posto.

In ambito internazionale giovanile, ha vinto la medaglia di bronzo con la 4x100 m agli Europei under 23 a Turku in Finlandia.

Ai Giochi del Mediterraneo in Italia a Bari ha vinto la medaglia di bronzo, senza però gareggiare, con la staffetta 4x100 m terza in 44"15.

Alle Universiadi italiane tenutesi a Catania era presente, ma non ha gareggiato, con la staffetta che ha chiuso al quinto posto in 45"75, mentre è stata eliminata in batteria sui 100 m per un infortunio.

### 1998-2001: i primi titoli italiani assoluti, gli Europei e la Coppa Europa
Nel 1998, in cui è stata assente agli italiani promesse, ha vinto tre titoli ai campionati italiani assoluti: (indoor) 4x200 m con anche il bronzo sui 60 m e (outdoor) 100 e 4x100 m; agli italiani promesse è stata argento sui 60 m indoor.
In ambito internazionale ha partecipato, senza però gareggiare, con la staffetta 4x100 m agli Europei di Budapest in Ungheria che ha chiuso al settimo posto in 44"46.

A San Pietroburgo in Russia per la Coppa Europa ha concluso al quinto posto con la 4x100 m.
Tra il 1998 ed il 2001 ha vinto per 3 anni il titolo italiano ai campionati societari assoluti con la Snam (soltanto nel 2000 non l'ha vinto perché era infortunata).
Quinto posto sui 100 m agli assoluti 1999.
Alle Universiadi in Spagna a Palma di Maiorca nel 1999 è uscita in semifinale sui 100 m ed è stata sesta con la 4x100 m.
Nel 2000 non ha disputato i campionati italiani assoluti (né indoor né outdoor) perché infortunata.
Settima classificata nei 100 m agli assoluti 2001.

### 2002-2005: altri titoli assoluti, il bronzo ai Giochi del Mediterraneo e la Coppa Europa
Nel biennio 2002-2003 ha vinto tre titoli nazionali, tutti di staffetta, ai campionati italiani assoluti: uno con la 4x200 m (indoor) e due con la 4x100 m (outdoor). Quarta posizione sui 200 m agli assoluti indoor 2002.
Nel biennio 2004-2005 vince altri due titoli assoluti, entrambi con la staffetta 4x100 m.
2004, argento e settimo posto su 60 e 4x200 m agli indoor; bronzo invece sui 100 m all'aperto.
Alla Coppa Europa di Istanbul in Turchia è stata bronzo con la 4x100 m.
Nel 2005 ai Giochi del Mediterraneo in Spagna ad Almería è uscita in semifinale nei 100 m ed ha invece vinto la medaglia di bronzo con la 4x100 m.

Terzo posto con la 4x100 m in Italia a Firenze in occasione della Coppa Europa.

Ai Mondiali di Helsinki in Finlandia è uscita in batteria con la staffetta 4x100 m.

### 2006-2008: due tris di medaglie agli assoluti e la Coppa Europa
Nel 2006 tre medaglie vinte agli assoluti, ciascuna di una metallo diverso: argento agli indoor sui 60 m, oro e bronzo agli outdoor rispettivamente su 100 e 4x100 m.
A Praga in Repubblica Ceca per la Coppa Europa è giunta quinta sui 100 m e seconda con la 4x100 m.
Anche nel 2007 un trittico di medaglie agli italiani assoluti: (indoor) bronzo ed argento su 60 e 4x200 m, (outdoor) argento nella 4x100 m con quarto posto sui 100 m.
In Italia a Milano per la Coppa Europa ha presenziato, ma senza gareggiare, con la staffetta 4x100 m che ha vinto in 43"98.
Agli assoluti indoor 2008, era iscritta sia nei 60 m che nella staffetta 4x200 m ma non ha gareggiato in entrambe le gare. Assente agli assoluti all'aperto.

### 2009-2012: il brutto infortunio e l'assenza agli assoluti
All'inizio della stagione sportiva 2009 a causa di un grave infortunio ad un tendine d'Achille, prende la decisione di abbandonare l'attività agonistica di alto livello, con allenamenti giornalieri e di prendersi un anno di pausa. Riprese l'attività nel settembre del 2009.
Infatti, nel biennio 2009-2010 è stata assente agli assoluti sia indoor che outdoor.
Nel biennio 2011-2012 ha gareggiato soltanto agli assoluti outdoor: nel 2011 non va oltre la batteria sui 100 m ed invece conquista il bronzo con la 4x100 m, nel 2012 è bronzo con la 4x100 m.

### 2013-2015: le ultime medaglie agli assoluti e il doppio ruolo atleta-tecnico
Nel 2013 arriva seconda sui 60 m nella finale due agli assoluti indoor e vince l'argento con la 4x100 m a quelli all'aperto.
Nel 2014 si ferma in batteria sui 60 m agli assoluti indoor e termina al 17º posto con la 4x100 m all'aperto.
Il 21 maggio del 2011 correndo al Meeting nazionale di Gavardo i 100 m in 11"86, è stata la prima sprinter italiana over 35 a scendere sotto i 12"; nel 2012 il record è stato poi migliorato dalla pluriprimatista indoor ed outdoor Manuela Levorato.
Da qualche stagione a questa parte, in parallelo alla sua carriera da atleta, ha portato avanti quella di direttore tecnico nella Bracco Atletica ed prosegue quella di allenatrice nella Geas Atletica Sesto San Giovanni, società per le quali ha corso (Bracco) e corre tutt'oggi (Geas) presieduta dal cognato Roberto Vanzillotta (fratello maggiore del marito Massimo scomparso nel 2012); a questo proposito, Elena Sordelli ha conseguito prima nel 2001 il diploma post-secondario all'ISEF della regione Lombardia con una tesi dal titolo Analisi di una diversa metodologia d'allenamento della velocità e poi nel 2002 la laurea in Scienze motorie presso l'Università degli Studi di Milano con una tesi intitolata Analisi di una diversa metodologia d'allenamento della forza per i velocisti.

## Record nazionali

### Seniores
- Staffetta 4x100 metri piani club: 43"99 ( Atene, 29 maggio 1999) (Monica Giolli, Elena Sordelli, Manuela Grillo, Manuela Levorato)[9]

### Juniores
- Staffetta 4x100 metri piani club: 46"31 ( Parma, 13 giugno 1995) (Elena Sordelli, Manuela Grillo, Ancilla Zucchinalli, Jennifer Isacco)[10]

## Progressione

### 60 metri piani indoor
| Stagione | Tempo | Luogo       | Data      | Rank. Mond. |
| -------- | ----- | ----------- | --------- | ----------- |
| 2014     | 7"62  | Ancona      | 23-2-2014 | 706ª        |
| 2013     | 7"58  | Modena      | 19-1-2013 | 494ª        |
| 2012     | 7"57  | Saronno     | 29-1-2012 | 599ª        |
| 2008     | 7"40  | Modena      | 19-1-2008 | 125ª        |
| 2007     | 7"44  | Ancona      | 18-2-2007 | 162ª        |
| 2006     | 7"42  | Genova      | 21-1-2006 | 137ª        |
| 2005     | 7"48  | Modena      | 23-1-2005 | 193ª        |
| 2004     | 7"38  | Genova      | 21-2-2004 | 729ª        |
| 2003     | 7"48  | Modena      | 15-2-2003 | 202ª        |
| 2002     | 7"44  | Modena      | 19-1-2002 | 122ª        |
| 2001     | 7"61  | Modena      | 13-1-2001 | 353ª        |
| 1998     | 7"41  | Liévin      | 1-3-1998  | 92ª         |
| 1997     | 7"45  | Castellanza | 16-2-1997 | 110ª        |

### 100 metri piani
| Stagione | Tempo | Luogo              | Data      | Rank. Mond. |
| -------- | ----- | ------------------ | --------- | ----------- |
| 2014     | 12"59 | Imperia            | 5-7-2014  |             |
| 2013     | 12"05 | Sesto San Giovanni | 5-5-2013  | 706ª        |
| 2011     | 11"86 | Gavardo            | 21-5-2011 | 706ª        |
| 2007     | 11"56 | Milano             | 23-6-2007 | 342ª        |
| 2006     | 11"57 | Torino             | 7-7-2006  | 230ª        |
| 2005     | 11"73 | Lugano             | 4-6-2005  | 400ª        |
| 2004     | 11"62 | Lugano             | 5-12-2004 | 274ª        |
| 2003     | 11"84 | Malles Venosta     | 12-7-2003 | 552ª        |
| 2002     | 12"00 | Pergine Valsugana  | 26-7-2002 |             |
| 2001     | 12"09 | Roma               | 29-6-2001 | 605ª        |
| 2000     | 12"11 | Sulmona            |           |             |
| 1999     | 11"79 | Milano             | 19-6-1999 | 422ª        |
| 1998     | 11"65 | Roma               | 14-7-1998 | 248ª        |
| 1997     | 11"71 | Vigevano           | 10-5-1997 | 324ª        |

### 200 metri piani
| Stagione | tempo | Luogo         | Data      | Rank. Mond. |
| -------- | ----- | ------------- | --------- | ----------- |
| 2007     | 25"22 | Palermo       | 30-9-2007 | 2.555ª      |
| 2006     | 24"89 | Busto Arsizio | 24-9-2006 | 1.637ª      |
| 2004     | 24"35 | Genova        | 22-2-2004 | 203ª        |
| 2001     | 24"97 | Nembro        | 10-7-2001 |             |
| 1998     | 24"05 | Trento        |           |             |
| 1997     | 24"19 | Vigevano      | 11-5-1997 | 500ª        |

## Palmarès
| Anno | Manifestazione          | Sede             | Evento      | Risultato  | Tempo | Note   |
| ---- | ----------------------- | ---------------- | ----------- | ---------- | ----- | ------ |
| 1995 | Europei juniores        | Nyíregyháza      | 4x100 m     | Argento    | 45"37 | [ 11 ] |
| 1997 | Mondiali indoor         | Parigi           | 60 m indoor | Batteria   | 7"57  | [ 12 ] |
| 1997 | Europei under 23        | Turku            | 4x100 m     | Bronzo     | 44"73 | [ 13 ] |
| 1997 | Universiadi             | Catania          | 100 m       | Batteria   | dnf   |        |
| 1997 | Mondiali                | Atene            | 4x100 m     | Batteria   | 44"16 | [ 14 ] |
| 1999 | Universiadi             | Palma di Maiorca | 100 m       | Semifinale | 11"58 | [ 15 ] |
| 1999 | Universiadi             | Palma di Maiorca | 4x100 m     | 6ª         | 44”80 | [ 16 ] |
| 2005 | Giochi del Mediterraneo | Almería          | 100 m       | Semifinale | 11”96 | [ 17 ] |
| 2005 | Giochi del Mediterraneo | Almería          | 4x100 m     | Bronzo     | 45”18 | [ 18 ] |
| 2005 | Mondiali                | Helsinki         | 4x100 m     | Batteria   | 44”03 | [ 19 ] |

## Campionati nazionali
- 2 volte campionessa assoluta dei 100 m (1998, 2006)
- 5 volte campionessa assoluta della staffetta 4x100 m (1998, 2002, 2003, 2004, 2005)
- 3 volte campionessa assoluta indoor della staffetta 4x200 m (1997, 1998, 2003)
- 2 volte campionessa promesse indoor dei 60 m (1996, 1997)
- 1 volta campionessa juniores della staffetta 4x100 m (1995)

1995
- 7ª ai Campionati italiani assoluti indoor, (Genova), 60 m - 7"73
- 5ª ai Campionati italiani allievi-juniores-promesse indoor, (Castellanza), 60 m - 7"82
- Bronzo ai Campionati italiani juniores e promesse, (Nembro), 100 m - 12"05
- Oro ai Campionati italiani juniores e promesse, (Nembro), 4x100 m - 46"68[20]
- In batteria ai Campionati italiani assoluti, (Pescara), 100 m - 12"11

1996
- 6ª ai Campionati italiani assoluti indoor, (Torino),
60 m - 7"66
- Oro ai Campionati italiani allievi-juniores-promesse indoor, (Genova), 60 m - 7"69
- 4ª ai Campionati italiani juniores e promesse, (Bressanone), 100 m - 12"01

1997
- 5ª ai Campionati italiani assoluti indoor, (Genova), 60 m - 7"56
- Oro ai Campionati italiani assoluti indoor, (Genova), 4x200 m - 1'40"00
- Oro ai Campionati italiani allievi-juniores-promesse indoor, (Castellanza), 60 m - 7"45
- In semifinale ai Campionati italiani assoluti, (Milano), 100 m - 11"96

1998
- Bronzo ai Campionati italiani assoluti indoor, (Genova), 60 m - 7"50
- Oro ai Campionati italiani assoluti indoor, (Genova), 4 x 200 m - 1'38"00[21]
- Argento ai Campionati italiani allievi-juniores-promesse indoor, (Ancona), 60 m - 7"47
- Oro ai Campionati italiani assoluti, (Roma),
100 m - 11"70[22]
- Oro ai Campionati italiani assoluti, (Roma), 4x100 m - 46"19[22]

1999
- 5ª ai Campionati italiani assoluti, (Pescara),
100 m - 11"00

2001
- 7ª ai Campionati italiani assoluti, (Catania),
100 m - 11"99[23]

2002
- 4ª ai Campionati italiani assoluti indoor, (Genova), 200 m - 24"56[24]
- Oro ai Campionati italiani assoluti, (Viareggio), 4x100 m - 45"52[22]

2003
- Oro ai Campionati italiani assoluti indoor, (Genova), 4x200 m - 1’41"00[21]
- Oro ai Campionati italiani assoluti, (Rieti),
4x100 m - 45"41[22]

2004
- Bronzo ai Campionati italiani assoluti indoor, (Genova), 60 m - 7"42[25]
- 4ª ai Campionati italiani assoluti indoor, (Genova), 200 m - 24"50[26]
- 7ª ai Campionati italiani assoluti indoor, (Genova), 4x200 m - 1'43"08[27]
- Bronzo ai Campionati italiani assoluti, (Firenze), 100 m
- Oro ai Campionati italiani assoluti, (Firenze), 4x100 m - 45"54[22]

2005
- Oro ai Campionati italiani assoluti, (Bressanone),
4 x 100 m - 45"73[28]

2006
- Argento ai Campionati italiani assoluti indoor, (Ancona), 60 m - 7"47[29]
- Oro ai Campionati italiani assoluti, (Torino),
100 m - 11"83[30]
- Bronzo ai Campionati italiani assoluti, (Torino), 4x100 m - 46"59[31]

2007
- Bronzo ai Campionati italiani assoluti indoor, (Ancona), 60 m - 7"44[32]
- Argento ai Campionati italiani assoluti indoor, (Ancona), 4x200 m - 1'39"03[33]
- 4ª ai Campionati italiani assoluti, (Padova),
100 m - 12"01[34]
- Argento ai Campionati italiani assoluti, (Padova), 4x100 m - 46"89[35]

2011
- In batteria ai Campionati italiani assoluti, (Torino) 100 m - 12"04[36]
- Bronzo ai Campionati italiani assoluti, (Torino) 4x100 m - 46"24[37]

2012
- Bronzo ai Campionati italiani assoluti, (Bressanone), 4x100 m - 46"13[38]

2013
- 2ª ai Campionati italiani assoluti indoor, (Ancona)
60 m - 7"67 (Finale 2)[39]
- Argento ai Campionati italiani assoluti, (Milano), 4x100 m - 46"30[40]

2014
- In batteria ai Campionati italiani assoluti indoor, (Ancona) 60 m - 7"62[41]
- 17ª ai Campionati italiani assoluti, (Rovereto),
4x100 m - 48"32[42]

## Altre competizioni internazionali
1998
- 5ª nella Coppa Europa, ( San Pietroburgo),
4x100 m - 44"58[43]

2004
- Bronzo nella Coppa Europa,
( Istanbul), 4x100 m - 44"67[44]

2005
- Bronzo nella Coppa Europa,
( Firenze), 4x100 m - 43"83[45]

2006
- 5ª nella Coppa Europa,
( Praga), 100 m - 11"79[46]
- Argento nella Coppa Europa,
( Praga), 4x100 m - 44"27[47]